# 弗萊徹 (愛達荷州)
弗萊徹（英語：Fletcher）是位於美國愛達荷州劉易斯縣的一個非建制地區。

## 地理
弗萊徹的座標為46°17′22″N 116°24′40″W / 46.28944°N 116.41111°W，而該地的平均海拔高度為1070米（即3510英尺）。